# Justiz-Auktion
Die Justiz-Auktion ist ein unter Federführung des Ministeriums der Justiz des Landes Nordrhein-Westfalen betriebenes staatliches Auktionshaus zur Versteigerung beweglicher Sachen. Die Versteigerungen werden als Online-Auktion betrieben.

## Rechtsgrundlagen
Die Auktionen erfolgen nach den Vorschriften des öffentlichen Rechts, des Zwangsvollstreckungsrechts und des Privatrechts.
Eine gesetzliche Grundlage für Internetauktionen über Fundsachen und unanbringbare Sachen besteht seit August 2009. Gleiches gilt für die Versteigerung von beweglichen Sachen im Rahmen der Zwangsvollstreckung.
Zuvor musste der Antragsgegner vom Gerichtsvollzieher über die Versteigerung im Internet unterrichtet werden. Ohne die Zustimmung des Antragsgegners konnte die Verwertung nicht vor Ablauf von zwei Wochen nach der Unterrichtung erfolgen. Aufgrund des Ausnahmecharakters der Internetversteigerung wurde bis zur Schaffung der bundesgesetzlichen Grundlage von dieser Möglichkeit nur wenig Gebrauch gemacht.
Der Gesetzgeber gab mit der Neuregelung dem Gerichtsvollzieher die Wahl, die öffentliche Versteigerung entweder vor Ort oder als allgemein zugängliche Versteigerung im Internet über eine Versteigerungsplattform durchzuführen. Außerdem wurden die Landesregierungen ermächtigt, nähere Details zur Internetversteigerung in Verordnungen umzusetzen. Alle Bundesländer haben weitgehend einheitliche Regelungen.
Auf der Grundlage dieser Verordnungen wurde die im Jahr 2006 durch das Land Nordrhein-Westfalen eingerichtete Justiz-Auktion Anfang 2010 zur gemeinsamen Plattform der Länder bestimmt. 2013 schloss sich Niedersachsen als letztes Bundesland an.

## Ablauf
Anbieter sind ausschließlich die Justizbehörden und Gerichtsvollzieher. Potentielle Bieter müssen sich kostenfrei registrieren. Des Weiteren muss man sich mit den Bedingungen, die in Verbindung mit den Landesverordnungen den Ablauf regeln, einverstanden erklären.
Das Verfahren der Versteigerung unterscheidet sich kaum von denen privater Online-Auktionsplattformen. Der Artikel wird mit einem Startgebot freigeschaltet. Während der mehrtägigen Laufzeit können die Gebote abgegeben werden. Die Plattform nutzt ein automatisiertes Bietverfahren, sodass der zu zahlende Kaufpreis nach dem Zweitpreisprinzip wie bei einer Vickreyauktion ermittelt wird. Dabei muss das bisherige Höchstgebot um mindestens einen Steigerungsschritt überboten werden.
Derjenige, der am Ende der Laufzeit das höchste Gebot abgegeben hat, erhält den Zuschlag.

## Gegenstände
Versteigert werden Gegenstände, die von den Justizeinrichtungen und Gerichtsvollziehern aller Bundesländer beschlagnahmt, eingezogen, gepfändet oder ausgesondert wurden. Im Jahre 2013 wurden  bei rund 9.000 Auktionen etwa 3,5 Mio. € Umsatz erzielt.
Gegenstände, die geeignet sind dem Ansehen der Justiz zu schaden, insbesondere Waffen aller Art und pornografische sowie gewaltverherrlichende Schriften oder Datenträger, werden nicht versteigert. Derartige Angebote können von der Justizverwaltung unverzüglich abgebrochen werden.

## Österreich

### Entwicklung
Mit der Exekutionordnungsnovelle 2008 wurde grundsätzlich die Versteigerung von beweglichen Sachen über das Internet durch die österreichische Justiz ermöglicht. Die ursprünglich vorgesehenen Möglichkeiten wurden jedoch nicht ausreichend genutzt.

### Gemeinsame Plattform
Seit dem 29. Januar 2015 hat sich die Republik Österreich mit ihren für die Internetversteigerung gemäß der Exekutionsordnung zugelassenen Verkäufern (zunächst ausschließlich Gerichtsvollzieher) an der Justiz-Auktion in Deutschland funktional beteiligt. Dadurch wurde eine Änderungen auf der Website Justiz-Auktion.de erforderlich (so wurde z. B. die Auswahlmöglichkeit geschaffen, nur auf Versteigerungsangebote aus Österreich einzugrenzen etc.).
Die offizielle Webseite der österreichischen Versteigerungsplattform lautet „justiz-auktion.at“, wobei diese Webseite auf die „justiz-auktion.de“-Webseite weiterleitet.
Die Internetversteigerung kann vom Gerichtsvollzieher selbst, oder dem, beim Oberlandesgericht Innsbruck angeschlossenen „Kompetenzzentrum“, durchgeführt werden.